# Joseph Miville Dechene
Joseph Miville Dechêne (Chambord, 22 de outubro de 1879 - 1 de dezembro de 1962) foi um agricultor e político canadense que atuou em todos os três níveis de governo. Ele serviu como conselheiro da cidade de Bonnyville de 1928 a 1934, na Assembleia Legislativa de Alberta de 1921 a 1926 e novamente de 1930 a 1935 como membro do Partido Liberal, e na Câmara dos Comuns do Canadá como um liberal de 1940 a 1958.

## Vida pregressa
Joseph Miville Dechene nasceu em 22 de outubro de 1879 em Chambord, Quebec. Ele serviu como membro do conselho na pequena cidade de Bonnyville, Alberta, de 1928 a 1934.

## Política provincial
Dechene correu para um assento à legislatura de Alberta na eleição geral de Alberta de 1921. Ele ganhou o distrito eleitoral de Beaver River por uma margem confortável para mantê-lo para os liberais.
Nas eleições gerais de 1926, ele foi derrotado pelo candidato da United Farmers, John Delisle.
Dechene tentou um retorno na eleição geral de 1930. Ele correu no distrito eleitoral de St. Paul  e derrotou o titular Laudas Joly por apenas 18 votos.
Dechene enfrentou Joly novamente na eleição geral de 1935. Ambos foram derrotados pelo candidato do Crédito Social, Joseph Beaudry, em duas ocasiões.

## Política federal
Dechene concorreu à Câmara dos Comuns do Canadá na eleição federal de 1940 como candidato liberal no distrito eleitoral de Athabaska. Ele enfrentou dois representantes: William Hayhurst, que havia se mudado de Vegreville depois de não ter conseguido a indicação do Crédito Social, e Percy John Rowe, que havia desertado do Crédito Social e se juntou à Cooperative Commonwealth Federation. Dechene ganhou a eleição por 1.100 votos contra Hayhurst enquanto Rowe terminou um distante terceiro lugar.[carece de fontes?]
Na eleição federal de 1945, Dechene ocupou seu lugar com 35% dos votos populares em uma corrida de cinco vias.[carece de fontes?]
Na eleição federal de 1949, Dechene enfrentou quatro outros candidatos, incluindo o ex-parlamentar Orvis Kennedy. Ele ganhou com 45% dos votos populares.[carece de fontes?]
Na eleição federal de 1953, Dechene venceu uma corrida de quatro vias com quase 50% dos votos populares, a maior de sua carreira na política federal.[carece de fontes?]
Na eleição federal de 1957. Dechene conseguiu uma pequena vitória sobre o candidato do Credit Credit, Archie McPhail. Ele se aposentou do Parlamento em dissolução um ano depois.[carece de fontes?]